# Бремер хоф (Люнебург)
Бремер Хоф (нем. Bremer Hof, дословно — «Бременский двор») — здание в центре ганзейского города Люнебург (земля Нижняя Саксония), в котором с 1523 по 1911 год размещалась пивоварня; с 25 ноября 1919 года в доме на улице Lüner Strasse расположены гостиница и ресторан. Является памятником архитектуры.

## История и описание
С 1523 по 1911 год был домом — пивоварней, рядом было около 18 жилых домов, в 1716 добавилась еще 11 жилых домов. В 1853 году был расширен верхний этаж для пивовара Зетбера (Soetbehr). В 1921 году ветхие будки которые были пристроены к домам были снесены. В 1923 году здание было перестроено.
Дом отделан в классическом немецком стиле, имеет покатую крышу и внутренний двор.
Сейчас в доме гостиница и ресторан.